# Idioma pasto
El pasto es una lengua indígena que se habló en los actuales Ecuador y Colombia, está extinta oficialmente, sin embargo algunas personas pertenecientes a la etnia de los Pastos reportan que aún hablan el lenguaje, esto de acuerdo con las fichas de caracterización socio familiar del instituto colombiano de bienestar familiar ICBF realizado en el 2020. La lengua está poco documentada aunque existe evidencia amplia de que sería parte de la familia lingüística barbacoana. Los miembros de la etnia pasto ahora hablan español.

## Distribución
El dominio lingüístico del pasto se situaba alrededor de los actuales Tulcán e Ipiales (Nariño), junto a la frontera entre Ecuador y Colombia. Dicho dominio también incluiría la parte andina de la provincia ecuatoriana de Carchi.

## Dialectos
La variedad también extinta de Muellamués tendría relación con el pasto, de esta lengua se conserva una breve lista de vocabulario recopilada durante el siglo xix que muestra claras similitudes con el awá pit, aunque es una lengua diferente y con mayor incidencia de préstamos léxicos del quechua. Adelaar opina que el muellamués podría ser el último dialecto del pasto en extinguirse.

## Evidencia lingüística
Algunos elementos típicos de la toponimia del pasto son las terminaciones en -quer (Mayasquer,
Altaquer) y en -es (Ipiales, Pupiales, Túquerres).
El término muellamués piar 'maíz' aparece en el topónimo Piartal en la provincia de Carchi (Ecuador), la interpretación de la terminación -tal es 'roca'